# Gais 1983
Fotbollsklubben Gais spelade säsongen 1983 i division III nordvästra Götaland efter att 1982 ha vunnit sin serie men misslyckats med att kvala sig upp i division II. Gais vann serien överlägset, och besegrade därefter Mönsterås GoIF i kvalspel för att återigen ta sig upp i division II.
I svenska cupen 1983/1984 åkte Gais ut i femte omgången.
Håkan Lindman blev Gais interna skyttekung med sina 19 mål (flest i hela division III), och tilldelades följaktligen Hedersmakrillen som lagets bästa spelare.

## Inför säsongen
Endast Osborn Larsson och Lasse Liljeblad lämnade Gais efter säsongen 1982. Samtidigt flyttades sju ungdomsproffs upp i A-truppen, däribland Mikael Robertsson, Patrik Gustafsson och Robert Zachrisson. Håkan Lindman och Morgan Lagemyr var tillbaka efter skador.

## Seriespel
Gais inledde säsongen uselt, med en 1–2-förlust hemma mot nyuppflyttade Lundby IF följt av 2–2 borta mot Trollhättans IF och 1–1 borta mot IF Warta. Den första segern togs borta mot IF Viken i en jämn match där Håkan Lindman gjorde det enda målet. Sedan slog Gais övertygande Stenungsunds IF hemma med 3–1 innan nästa smäll kom, 0–2 borta mot IK Oddevold. Gais hade således bara sex poäng efter de sex första matcherna, och var fyra poäng bakom serieledarna IF Heimer. Det skulle emellertid bli lagets sista förlust för säsongen.
På grund av att David Bowie spelade på Ullevi spelade Gais sina två nästa hemmamatcher på Gamla Ullevi, och då vände det. Gais slog IFK Trollhättan med 6–2 efter ett hattrick av Flemming Pehrson. Efter ännu en seger, mot Trollhättans FK, kom en rejäl urladdning mot Grebbestads IF. Gais var tillbaka på Ullevi, vann med 6–0 och gick upp i serieledning. Håkan Lindman och Flemming Pehrson fungerade bra ihop i anfallet, men varken Ulf Köhl eller Lars-Inge Andersson övertygade, och de båda fick turas om att vara tredjeman i anfallet. På mittfältet var Lars Mörk en slitvarg, medan Tomas Erixon hade svårt att komma upp i fjolårets nivå. När Mörk mitt under säsongen flyttade till USA ersattes han på det centrala mittfältet av 19-årige Mikael Robertsson, och i backlinjen var Niclas Sjöstedt stark både i defensiven och offensiven.
I fyra av de nästkommande sex matcherna låg Gais under men lyckades vända, och laget tog sammanlagt tre segrar och tre oavgjorda på dessa matcher. De många oavgjorda matcherna gjorde dock att Oddevold gick om Gais i tabelltoppen, och med sju omgångar kvar skulle de båda topplagen mötas i en tidig seriefinal. Inför 4 501 åskådare tog Gais revansch på bohusläningarna och vann med 3–0 i en match där Flemming Pehrson gjorde 1–0 men bara två minuter senare blev utburen på bår efter en tuff satsning av gästernas Ralf Jansson. Bara en halvminut senare slog Tomas Erixon ett inlägg från vänster som en framstormande Mikael Robertsson nickade in för 2–0. Robertsson gjorde även 3–0 i en match där Sören Järelöv i målet briljerade och även räddade en straff.
Efter Oddevold-segern vann Gais sedan de sex återstående matcherna med en målskillnad på 19–3, och Järelöv höll nollan i de fem sista matcherna. Gais slutade till sist sju poäng före tvåan Oddevold.

### Tabell
| Nr | Lag              | S  | V  | O  | F  | GM | IM | MS  | P  |
| -- | ---------------- | -- | -- | -- | -- | -- | -- | --- | -- |
| 1  | Gais             | 22 | 15 | 5  | 2  | 56 | 20 | +36 | 35 |
| 2  | IK Oddevold (N)  | 22 | 13 | 2  | 7  | 39 | 20 | +19 | 28 |
| 3  | IF Viken         | 22 | 10 | 5  | 7  | 33 | 22 | +11 | 25 |
| 4  | IF Heimer        | 22 | 9  | 7  | 6  | 20 | 17 | +3  | 25 |
| 5  | Trollhättans FK  | 22 | 10 | 4  | 8  | 33 | 28 | +5  | 24 |
| 6  | Lundby IF (U)    | 22 | 10 | 2  | 10 | 32 | 31 | +1  | 22 |
| 7  | Trollhättans IF  | 22 | 5  | 11 | 6  | 27 | 35 | −8  | 21 |
| 8  | Grebbestads IF   | 22 | 10 | 0  | 12 | 28 | 44 | −16 | 20 |
| 9  | Melleruds IF (U) | 22 | 6  | 7  | 9  | 32 | 37 | −5  | 19 |
| 10 | Stenungsunds IF  | 22 | 7  | 5  | 10 | 28 | 38 | −10 | 19 |
| 11 | IF Warta         | 22 | 6  | 3  | 13 | 34 | 48 | −14 | 15 |
| 12 | IFK Trollhättan  | 22 | 3  | 5  | 14 | 23 | 45 | −22 | 11 |

### Seriematcher
| Lag             | Hemma | Borta |
| --------------- | ----- | ----- |
| IK Oddevold     | 3–0   | 0–2   |
| IF Viken        | 1–0   | 1–0   |
| IF Heimer       | 2–0   | 1–1   |
| Trollhättans FK | 2–0   | 4–1   |
| Lundby IF       | 1–2   | 5–0   |
| Trollhättans IF | 4–0   | 2–2   |
| Grebbestads IF  | 6–0   | 1–0   |
| Melleruds IF    | 0–0   | 3–1   |
| Stenungsunds IF | 3–1   | 5–3   |
| IF Warta        | 4–2   | 1–1   |
| IFK Trollhättan | 6–2   | 2–2   |

### Spelarstatistik
| Spelare             | Matcher | Mål |
| ------------------- | ------- | --- |
| Håkan Lindman       | 22      | 19  |
| Kenth Johansson     | 22      | 1   |
| Ulf Wiliö           | 22      | 1   |
| Lallo Fernandez     | 22      |     |
| Sören Järelöv (mv)  | 22      |     |
| Flemming Pehrson    | 21      | 13  |
| Niclas Sjöstedt     | 20      | 9   |
| Mikael Berthagen    | 19      |     |
| Mikael Robertsson   | 18      | 4   |
| Tomas Erixon        | 18      | 1   |
| Ulf Köhl            | 17      |     |
| Lars Mörk           | 13      | 2   |
| Bengt Andersson     | 10      | 1   |
| Morgan Lagemyr      | 8       | 3   |
| Lars-Inge Andersson | 8       |     |
| Mikael Johansson    | 7       | 3   |
| Rickard Nagy        | 5       |     |
| Jan Magnusson       | 4       |     |
| Mikael Andersson    | 1       |     |
| Robert Zachrisson   | 1       |     |
| Stefan Larsson      | 1       |     |

### Kvalspel
I kvalet till division II lottades Gais mot Mönsterås GoIF. Gais inledde borta den 8 oktober, och gjorde 1–0 genom Håkan Lindman på hörna redan i den sjätte minuten. Sedan spelade Gais ut smålänningarna. I 44:e minuten blev Flemming Pehrson fälld och Niclas Sjöstedt slog frisparken rakt i mål för 2–0. I 45:e minuten fick Gais en ny farlig frispark, och när mönsteråsarna förberedde sig på ett nytt skott av Sjöstedt smög i stället Morgan Lagemyr fram och skruvade in 3–0 i högra krysset, runt muren. I 50:e minuten passade Pehrson en fri Tomas Erixon som sköt in 4–0 i öppet mål, och i minut 58 var det dags för Pehrson själv att göra mål, då han dribblade av tre man på vänsterkanten och avslutade med att lyfta in bollen vid bortre stolpen för 5–0. I slutminuterna avslutade Mikael Robertsson målskyttet med att möta en kort hörna med ett stenhårt skott i mål.
Efter seger med 6–0 på bortaplan var avancemanget till division II i princip klart trots att hemmamatchen återstod. Gais vann returmötet med 3–2 och var klara för uppflyttning även på papperet.

## Svenska cupen
Gais gick in i cupen i kvalet, där man slog Askims IK borta med 3–1. Man besegrade sedan Varbergs BoIS, Falkenbergs FF, Hovås IF och Stenungsunds IF innan det tog stopp borta mot Kalmar FF i femte omgången.

### Matcher
| kval | 10 april 1983 | Askims IK | 1 – 3 | Gais                                       |  |  |
|      |               |           |       | Lars Mörk Lars-Inge Andersson Tomas Erixon |  |  |
|      |               |           |       |                                            |  |  |
|      |               |           |       |                                            |  |  |

| 1 | 1 maj 1983 | Varbergs BoIS | 1 – 3 | Gais                               |             |             |
|   |            |               |       | Lars Mörk Bengt Andersson Ulf Köhl | Publik: 315 | Publik: 315 |
|   |            |               |       |                                    | Publik: 315 | Publik: 315 |
|   |            |               |       |                                    | Publik: 315 | Publik: 315 |

| 2 | 12 maj 1983 | Gais                                     | 5 – 3 | Falkenbergs FF |               |               |
|   |             | Håkan Lindman Flemming Pehrson Lars Mörk |       |                | Publik: 1 300 | Publik: 1 300 |
|   |             |                                          |       |                | Publik: 1 300 | Publik: 1 300 |
|   |             |                                          |       |                | Publik: 1 300 | Publik: 1 300 |

| 3 | 18 juni 1983 | Hovås IF | 0 – 3 | Gais                            |               |               |
|   |              |          |       | Niclas Sjöstedt Lallo Fernandez | Publik: 1 200 | Publik: 1 200 |
|   |              |          |       |                                 | Publik: 1 200 | Publik: 1 200 |
|   |              |          |       |                                 | Publik: 1 200 | Publik: 1 200 |

| 4 | 24 juli 1983 | Gais                                    | 4 – 0 | Stenungsunds IF |             |             |
|   |              | Ulf Köhl Tomas Erixon Mikael Robertsson |       |                 | Publik: 900 | Publik: 900 |
|   |              |                                         |       |                 | Publik: 900 | Publik: 900 |
|   |              |                                         |       |                 | Publik: 900 | Publik: 900 |

| 5 | 11 augusti 1983 | Kalmar FF | 3 – 1 | Gais              |             |             |
|   |                 |           |       | Mikael Robertsson | Publik: 750 | Publik: 750 |
|   |                 |           |       |                   | Publik: 750 | Publik: 750 |
|   |                 |           |       |                   | Publik: 750 | Publik: 750 |